# Melchor Ocampo (Michoacán)
Melchor Ocampo es una localidad del estado mexicano de Michoacán. Es parte del municipio de Contepec.

## Toponimia
El nombre de la localidad rinde homenaje a Melchor Ocampo, ideólogo liberal del siglo XIX.

## Demografía
| Gráfica de evolución demográfica |
|                                  |

| Censo | Población |
| ----- | --------- |
| 1900  | 597       |
| 1910  | 433       |
| 1921  | 797       |
| 1930  | 606       |
| 1940  | 617       |
| 1950  | 667       |
| 1960  | 650       |
| 1970  | 822       |
| 1980  | 599       |
| 1990  | 1 329     |
| 2000  | 1 004     |
| 2010  | 1 014     |
| 2020  | 1 156     |